# إنتراست بنك أرينا
إنتراست بنك أرينا (بالإنجليزية: Intrust Bank Arena) هي ساحة متعددة الأغراض تتسع لـ15،004 مقعدًا في ويتشيتا، كانساس، الولايات المتحدة.